# 翼柄翅果菊
翼柄翅果菊（学名：Pterocypsela triangulata）是菊科翅果菊属的植物。分布于俄罗斯、日本以及中国大陆的吉林、河北、黑龙江、山西等地，生长于海拔700米至1,900米的地区，多生在山坡草地、林缘和路边，目前尚未由人工引种栽培。

## 别名
翼柄山莴苣（中国高等植物图鉴）

## 异名
- Lactuca triangulata Maxim.